# داني ماسون (لاعب كرة قدم أمريكية)
داني ماسون (بالإنجليزية: Danny Mason)‏ هو لاعب كرة قدم أمريكية أمريكي، ولد في 14 أكتوبر 1990 في لويفيل في الولايات المتحدة.

## وصلات خارجية
- داني ماسون على موقع مرجع كرة القدم المحترفة.كوم (الإنجليزية)